# Anthyllis langei
Anthyllis langei là một loài thực vật có hoa trong họ Đậu. Loài này được (Jalas) G. H. Loos miêu tả khoa học đầu tiên năm 1996.